# NGC 1995
NGC 1995 — двойная звезда в созвездии Живописец.
Этот объект входит в число перечисленных в оригинальной редакции «Нового общего каталога».
Джон Гершель наблюдал объект только один раз. Объект находится примерно в 2' к западо-северо-западу от NGC 1998. Указанные Гершелем координаты объекта находятся в пределах 25" от координат более яркой звезды, указанных в GSC.